# 용사 요시히코와 마왕의 성
《용사 요시히코와 마왕의 성》(勇者ヨシヒコと魔王の城)은 2011년 7월 8일부터 같은 해 9월 23일까지 TV 도쿄 계열의 드라마 24(매주 금요일 24:12 - 24:53) 시간대에 방송된 야마다 다카유키 주연의 텔레비전 드라마이다.

## 줄거리
사람좋고 순수한 젊은이 요시히코는 어째서인지 《이자나이 검》이 인정한 용사로써 전염병으로 고통받는 주민들을 구할 약초와, 그 약초를 구하려 떠난 채 없어진 아버지 테루히코를 찾기 위해 여행을 떠난다.
여행 도중 3명의 동료 단죠, 무라사키, 메레브와 만나며 여행을 계속해 나간다.

## 출연진
- 요시히코 - 야마다 다카유키
- 단죠 - 다쿠마 신
- 무라사키 - 기나미 하루카
- 메레브 - 무로 쓰요시
- 히사 - 오카모토 아즈사
- 부처 - 사토 지로
- 마왕 가리아스 - 나카오 류세이

### 게스트
1화
- 오자루 - 시가 고타로 (우정출연)
- 테루히코 - 기타로 (우정출연)
- 원시인 - 노무라 코지, 이소야마 료지 (에도 무라사키)

2화
- 닌자 - 이케다 나루시 (우정출연)
- 오바바 - 시라이시 나오미
- 사우다 - 나카무라 토모야
- 사우다의 어머니 - 이케타니 노부에
- 오시나 - 와타나베 나오미
- 산신 - 후쿠다 유이치

3화
- 도적A - 야스다 겐 (우정출연/TEAM NACS)
- 코지마 - 코바야시 다이스케
- 키라나 촌의 여자 - 로쿠샤 나나
- 겐텟사이 - 야마다 메이쿄

4화
- 도적B - 아베 코오지
- 선녀 - 고이케 에이코 (우정출연)
- 갓빠 - 오제키 타카후미 (더 기스)
- 도적C - 야자키 히로시
- 블렌더

5화
- 도적D - 사와무라 잇키 (우정출연)
- 공을 붙는다 노인 - 오타 쿄스케
- 이가루야 - 나가에 히데카즈
- 나카모 - 카네코 신야
- 카보 - 사이토 가쿠
- 시무다 - 타니구치 하지메
- 부친 - 카나야 마사요시
- 움직이는 불상 - 오타 쿄스케

6화
- 도적E - 후루타 아라타 (우정출연, 제8화)
- 도적E의 아내 - 우에치 하루나 (제8화)
- 리엔 - 나카무라 시즈카, 도지 다카오 (마법이 풀린 후)
- 도적F - 오토오 다쿠마 (우정출연/TEAM NACS)
- 북쪽 산에 사는 괴물
- 남쪽 산에 사는 사악한 마법사

7화
- 음유시인 - KENTARO
- 라도만 - 코마츠 토시마사
- 쟈이탄 - 요자 요시아키
- 쟈이탄의 어머니 - 아오키 카즈요
- 키사라 - 호리
- 스즈키 - 스즈키 다쿠 (드렁크드래곤)
- 타다타 - 뷰티 코쿠부
- 오오야마 - 콘노 히로키 (킹 오브 코미디)
- 신부 - 카마쿠라 타로

8화
- 아이돌 - 사호 아카리, 사토 아야노 (업업걸즈 (갓코카리))
- 아키모 - 미카미 이치로
- 와타리로카 de 마모노타오시타이 - 마츠나가 카즈야 (적색), 노무라 케이스케 (노란색), 이즈카 켄타 (녹색)
- 폰지 - 카와쿠보 타쿠지
- 소개팅 여자 - 유키, 테라야마 아오이, 와카키 모에
- 아키모의 부하 - 카네코 신야, 야마모토 야스히

9화
- 도적G - 하시모토 준
- 요정 아타 & 요정 후타 - 이노우에 하나, 후쿠다 나루시
- 포론 - 하라 후미나, 카미지 하루나 (악마의 목소리)
- 켄타우로스 남자 - 아야노 고 (우정출연)
- 소뿔 남자 - 가토 하루히코 (우정출연)
- 소젖 남자 - 오카다 요시노리 (우정출연)
- 코주부원숭이 남자 - 이소노 신고
- 아메리카너구리 남자 - 카네코 신야
- 아메리카너구리 남자의 부하 - 오타 쿄스케, 노무라 케스케
- 신관 - 카마쿠라 타로

10화
- 카이저 - 마기
- 집사 - 오코치 히로시
- 선인 - 사이키 시게루 (우정출연)
- 포쿠치 - 무라오카 노조미 (목소리 출연)
- 거짓 가난한 친자 - 야마다 마호, 이마이 유키
- 어린 요시히코 - 코바야시 츠바사
- 어린 히사 - 아베 히나코
- 마법전사 박카스 - 오구리 슌 (우정출연)

11화
- 경찰관 - 가쿠 겐토 (우정출연)
- 부동산업자 - 타카사 쿠니야스 (더 기스)
- 메이드 - 무라카미 하루나
- 선술집 점장 - 야소다 유이치
- 아사미 - 키시이 유키노
- 캐바양 - 노디
- 후쿠다 조 - 후쿠다 유이치, 용사 요시히코와 마왕의 성 촬영 스태프

12화
- 고든 - 노마구치 토오루
- 접수양 - 쿠로사카 마미
- 전설의 용사 로토스케 - 기타로 (우정출연)
- 마왕 가리아스 (진 가리아스) - 나카오 류세이

## 부제
| 각 화                                                    | 방송일          | 장소                        | 항목                                     | 메레브의 주문            | 히사의 변화                                                      |
| -------------------------------------------------------- | --------------- | --------------------------- | ---------------------------------------- | ------------------------ | ---------------------------------------------------------------- |
| 일                                                       | 2011년 7월 8일  | 카보이 촌                   | 막상 검 3D 안경 마                       | 하나부                   | -                                                                |
| 이                                                       | 2011년 7월 15일 | 마냐 촌                     | 사우다의 쌀 바구니                       | 스위트                   | 머리카락을 염색 갸루되었다.                                      |
| 삼                                                       | 2011년 7월 22일 | 키라나 촌                   | 겐텟사이의 망치 영혼의 검                | 쵸이키루트               | 갸루 화가 심해지면서 자라 남자의 남자친구가있다.                 |
| 사                                                       | 2011년 7월 29일 | 강의 상류, 선녀의 바위      | 천녀의 깃옷 전설의 무기 죽               | 호이미네 스위트 하나부   | 특공복을 와서 레디스되었다.                                      |
| 오                                                       | 2011년 8월 5일  | 오잇스 촌                   | 무적의 신발 메달 힘의 종류 숨길의 열쇠   | 스위트                   | 양키 같은 남자를 가진 알로하 셔츠를 입고있다.                    |
| 육                                                       | 2011년 8월 12일 | 라무르 촌                   | 귀신의 투구 도적의 총 리엔의 약          | 스위트 프리마즌 나마가와 | 수줍어하고 싸구려 같은 80년대 풍의 원피스를 입고있다.            |
| 칠                                                       | 2011년 8월 19일 | 파고라 촌                   | 드래곤의 방패 키사라의 화살 관 마차      | 포리코즌                 | 죄수복을오고 있으며, 간수에서 도망있다.                          |
| 팔                                                       | 2011년 8월 26일 | 아키바라 촌                 | 현자의 갑옷 폰지의 우산                  | 게라 스위트              | "언니"라고 부르는 사람이 붙어있다.                               |
| 구                                                       | 2011년 9월 2일  | 요정의 성, 신관의 사        | 생명의 반지 신관의 알 덮밥               | 쵸햐드 스위트            | "사모님"라고 부르는 수행원이있다. 순백의 드레스를 입고있다.      |
| 십                                                       | 2011년 9월 9일  | 아마네 촌                   | 매직 카펫 하로하로 새 포쿠치 소금 주먹밥 | 게라 카와고에타츠야      | (백작부인으로 이야기에 얽혀있다)                                 |
| 십일                                                     | 2011년 9월 16일 | 마왕의 성곽 도시            | 마왕의 도시 안내서 탐지기                | 메라친                   | -                                                                |
| 십이                                                     | 2011년 9월 23일 | 마왕의 성곽 도시, 마왕의 성 | 용사의 검 대마왕용 장비                  | 메라친 쵸햐드            | 원래의 모습으로 돌아오고있다. 마을에 돌아온 요시히코를 맞이했다. |
| 평균 시청률 3.2% (시청률은 칸토 지구·비디오 리서치 조사) |                 |                             |                                          |                          |                                                                  |

## 주문
하나부
스위트
쵸이키루트
호이미네
푸리마즌
나마가와
포리코즌
게라
쵸햐드
쵸햐드×100
메라친
메라친×100

## 특기
큰 눈
술 주정꾼의 눈
이상한 춤
자오리크

## 제작진
- 각본·감독 - 후쿠다 유이치
- 제작 - 〈용사 요시히코와 마왕의 성〉 제작위원회
- 제작사 - TV 도쿄. 덴쓰